# Felix Loeffel
Felix Loeffel (Köniz, 25 luglio 1892 – Münsingen, 31 maggio 1981) è stato un basso-baritono svizzero.
Nato a Niederwangen presso Köniz, dapprima insegnante, studiò canto tra il 1918 ed il 1921 tra Berna, Praga e Monaco di Baviera; tra i suoi insegnanti ci furono Wilhelm Lehnert, Heinrich Nahm, Otto Freund e Felix von Kraus.
Si esibì soprattutto in Svizzera (era parte del Stadttheater Bern) e Germania; il suo repertorio comprendeva soprattutto lieder e canto concertistico. Fu legato da amicizia col compositore Othmar Schoeck, del quale interpretò numerose lieder, in Svizzera ed all'estero, contribuendo alla sua fama.
Dal 1945 insegnò al Conservatorio di Berna.
Nel 1926 sposò Olga, figlia del politico Carl Moser.